# Ministère de la Santé publique (Thaïlande)
Pour les articles homonymes, voir Ministère de la Santé publique.
Le ministère de la Santé publique (anglais : Ministry of Public Health ; thaï : กระทรวงสาธารณสุข) est le département ministériel responsable de la politique de santé publique du gouvernement thaïlandais.
Le ministère sous sa forme actuelle est créée en 1942 par le roi Rama VIII à la suite de la promulgation d'une loi sur la réorganisation des ministères et des départements. Si celui-ci est officiellement créé le 10 mars, date de la promulgation de la loi, le 27 novembre est choisi comme date de sa fondation en 1966.